# Estación de Le Cave
La estación de Le Cave (en alemán Bahnhof Grasstein) es una estación ferroviaria fuera de servicio en la línea Brennero-Bolzano. Servía a la zona habitada de Le Cave, fracción de la comuna de Fortezza. 

## Historia
La estación se concibió principalmente como un patio de mercancías al servicio de las canteras de granito cercanas, un material muy utilizado para la construcción (la propia estación y muchos edificios a lo largo de la línea del Brennero, así como en el ferrocarril Val Pusteria se hicieron con esta piedra) y calles. El tráfico de pasajeros, al ser la zona aislada y casi deshabitada, fue inmediatamente poco relevante, por lo que hacia la década de 1970 la estación quedó cerrada al tráfico.

## Estructuras y sistemas
La estación está casi completamente abandonada. El parque de edificios consta de un peaje de ferrocarril, un edificio de pasajeros de tres pisos (que alberga en su interior plantas de seccionamiento en funcionamiento), un almacén de mercancías de madera, un edificio ya utilizado como carcasa de transformador, una estación de suministro de agua, un depósito, una subestación eléctrica en desuso y una unidad de vivienda para uso del personal ferroviario.

## Movimiento
Gran parte de la plaza de la estación está en desuso: solo dos andenes (uno en cada sentido) permanecieron en funcionamiento para permitir el tránsito de trenes.